# 祖国或死亡，我们必胜

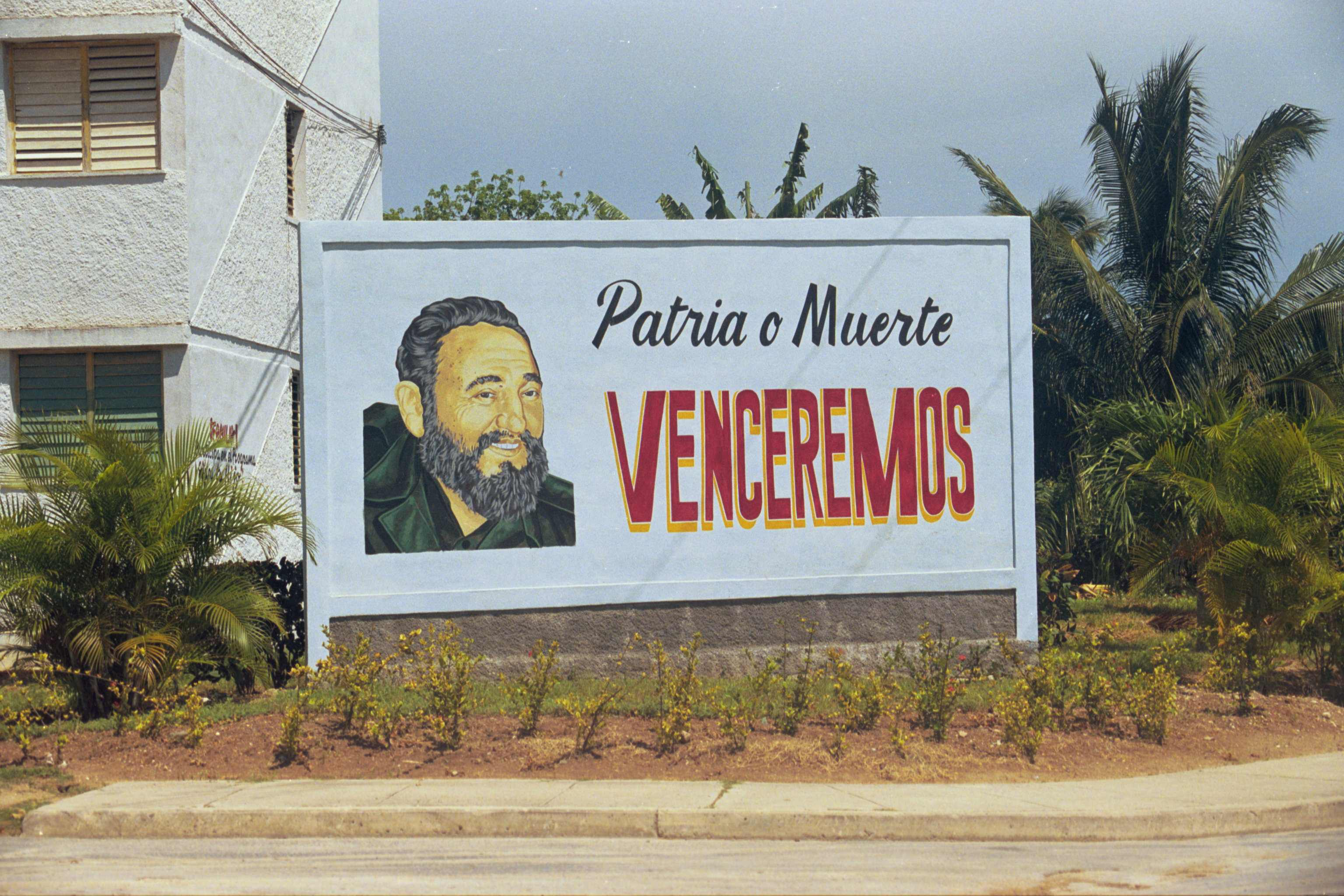
印有“祖国或死亡，我们必胜”口号的古巴宣传海报

祖国或死亡，我们必胜（西班牙語：Patria o Muerte, Venceremos）是古巴的官方国家格言，于1960年采纳。
这一格言源自古巴革命领袖菲德尔·卡斯特罗的一次讲话，用以纪念1960年3月5日在哈瓦那港口发生的拉库布雷号爆炸事件中遇难的工人和士兵。最初的口号是“祖国或死亡”，随后在1960年7月全国理发和美容工人联合会代表大会上加入“我们必胜”一词。1964年，切·格瓦拉在联合国的一次讲话中使用了这一标志性口号，表明古巴对美国政府的骚扰的新立场。近年来，一些古巴音乐人和抗议者对这一口号进行改编，提出“祖国和生命”的新表达方式。
该格言的法语翻译是“La Patrie ou la mort, nous vaincrons”。2024年10月，布基纳法索国民议会一致通过决议，将其作为国家格言。这句话也曾被布基纳法索前总统、革命家托马斯·桑卡拉使用。